# Кирил Пейчинович
Кирил Пейчинович е български духовник, книжовник и просветител, един от първите поддръжници на създаването на литература на новобългарски език.

## Биография

### Света Гора
Кирил Пейчинович е роден в голямото положко село Теарце. Светското му име е неизвестно. Според надгробната му плоча Кирил получава първоначално образование в село Лешок, а по-късно вероятно учи в Бигорския манастир „Свети Йоан“. Бащата на Кирил Пейчин продава имуществото си в Теарце и заедно с брат си и сина си отива в Хилендарския манастир, където тримата се замонашват, като Пейчин приема името Пимен, брат му – Далмант, а синът му – Кирил. След това Кирил се връща в Тетово, а оттам заминава за Кичевския манастир „Света Богородица Пречиста“, където става йеромонах.

### Игумен в Марковия манастир
От 1801 година Пейчинович е игумен на Марковия манастир „Свети Димитър“ край Скопие. Разположен в областта Торбешия по долината на Маркова река сред помашки, турски и арнаутски села, в началото на игуменството на Пейчинович манастирът е в окаяно състояние – почти всички постройки на манастира, освен главната църква, са разрушени. В продължение на 17 години до 1818 година отец Кирил полага много усилия за възраждането на манастира, като обръща особено внимание на възстановяването и разширяването на манастирската библиотека.
В Марковия манастир Кирил Пейчинович съставя едно от основните си произведения „Книга сия зовомая Огледало“, отпечатана в 1816 година в Будапеща.

### Игумен в Лешочкия манастир
Не е известно защо отец Кирил напуска Марковия манастир. Преданието разказва, че причината е конфликт със Скопския гръцки митрополит. В 1818 година Кирил отново пътува до Атон, за да види баща си и чичо си и след това става игумен на унищожения от еничари през 1710 година манастир „Свети Атанас“ край положкото село Лешок, в близост до родното му Теарце.
С помощта на сръбската държава и местните българи, Кирил възстановява запуснатия от повече от 100 години Лешочки манастир и го превръща в огнище на българската просвета.
В писмото си от 3 декември 1833 г. до сръбския княз Милош Обренович, отец Кирил пише:
| „ | Того ради дерзнух писати, ашче не соравнен вашего светлаго величества, обаче любве ради духовния и нашея сръбския отечеств, и молитвами святих сербских просветителеи Симеона и святителя Савви и святого Лазаря кнйеза сербска, перваго ктиторя Лешечкаго манастиря святаго Атанасиа... | “ |

Кирил развива в манастира значителна проповедническа и книжовна и просветна дейност. Отваря училище и се опитва да създаде печатница, убеден в значението на печатната книга. По-късно отец Кирил помага на Теодосий Синаитски да възстанови Солунската си печатница, изгоряла през 1839 година. През 1840 Теодосий Синаитски издава втората книга на Пейчинович – „Книга глаголемая Утешение грешним“.
Отец Кирил Пейчинович умира на 12 март 1845 година в Лешочкия манастир и е погребан в църковния двор на „Успение Богородично“.
През 1934 година русенското село Бурумли е прекръстено Пейчиново на отец Кирил.

## Произведения
Кирил Пейчинович оставя след себе си три книги – две отпечатани и една в ръкопис, и трите с религиозно съдържание.

### „Огледало“
„Огледало“ е сборник с разични молитви и поучения, много от които писани лично от отец Кирил на новобългарски език. Тази книга, както е указано на заглавната ѝ страница
| „ | описася ради потреби и ползования препростейшим и некнижним язиком Болгарским долния Мисии, многогрешним во йеромонасех и недостойнейшим игуменом Крал Марковаго Монастира; иже во Скопие у Маркоа река храва светаго великомученика Димитрия Кирил Тетоец Пейчинович... | “ |

В книгата Кирил представя бита на своите съселяни и показва тежкото им положение под инородната вяра:
| „ | защо от други вери мучени биднуемо, защо от калдръма долу слезуемо, защо зелено не носимо, защо хубаво не носимо, защо от Турци помало зборимо, защо, каде не яхат и газат тръпимо, защо! не ли за Христа. | “ |

### „Утешение грешним“
Втората книга на Пейчинович „Утешение грешним“, подобно на „Огледало“, също е сборник с християнски поучения – как да се извършват сватби, как да се утешат сгрешилите и различни поучителни истории.
„Утешение грешним“ е готова за печат в 1831 година, както е посочено от самия отец Кирил върху ръкописния оригинал, намерен в Лешочкия манастир. Книгата била изпратена в Белград за отпечатване, но поради някакви причини това не става и е отпечатана едва в 1840 година в Солун. При отпечатването Теодосий Синаитски заменя предисловието на отец Кирил Пейчинович със свое. В оригиналния увод отец Кирил казва, че произведението е
| „ | преведено и исписано Кирилом йеромонаха Пейчиновича бившаго игумена Лешечкаго монастиря светаго Атанасия преписано на простий язик болгарски долния Мисии Скопсский и Тетовский... | “ |

Текстът за простий язик болгарски е запазен и от Теодосий Синаитски в неговия предговор.
Третата си книга „Житие и служба на цар Лазар“ отец Кирил не успява да отпечата.

### Стихове
В 1835 година отец Кирил съставя надгробен надпис за самия себе си в стихове. Тези „Стихове на глас трапезачки“ са един от първите поетични опити на новобългарски език:
Теарце му негово рождение,

Пречиста и Хилендар пострижение,

Лешок му е негоо воспитание,

под плочава негоо почивание

от негово свое отшествие

до Христово второ пришествие.

Молит вас, бракя негои любимия,

хотящия прочитати сия,

да речете „Бог да би го простил“,

зер е у гроб цръвите ги гостил.

Овде лежи Кирилово тело

у манастир и у Лешок село.

Дà Бог за доброе дело.

## Съчинения
- "Книга сия зовомая Огледало", Будапеща, 1816 година в „Библиотека Струмски“
- Книга зовомая Огледало. Буда, 1814.

## Изследвания
- Атанас Шопов, Из новата история на българите в Турция. Пловдив, 1895, 40 – 49
- Йордан Иванов. „Българитѣ въ Македония. Издирвания за тѣхното потекло, езикъ и народность“, София, 1917.
- Афанасий Селищев. Кирилл Пеӣчинович. – В: Сборник в чест на Васил Н. Златарски. С., 1925, 389 – 405.
- Афанасий Селищев. „Полог и его болгарское население. Исторические, этнографические и диалектологические очерки северо-западной Македонии“, София, 1929.
- Емил Георгиев. „Йоаким Кърчовски и Кирил Пейчинович. Техните заслуги за развитието на печатната книга и за утвърждаването на простонародния език в литературата“ Архив на оригинала от 2007-09-27 в Wayback Machine.
- Български възрожденски книжовници от Македония: избрани страници (отг. ред. Иван Дуриданов). С., 1983, 44 – 60.